# وادي حلفا

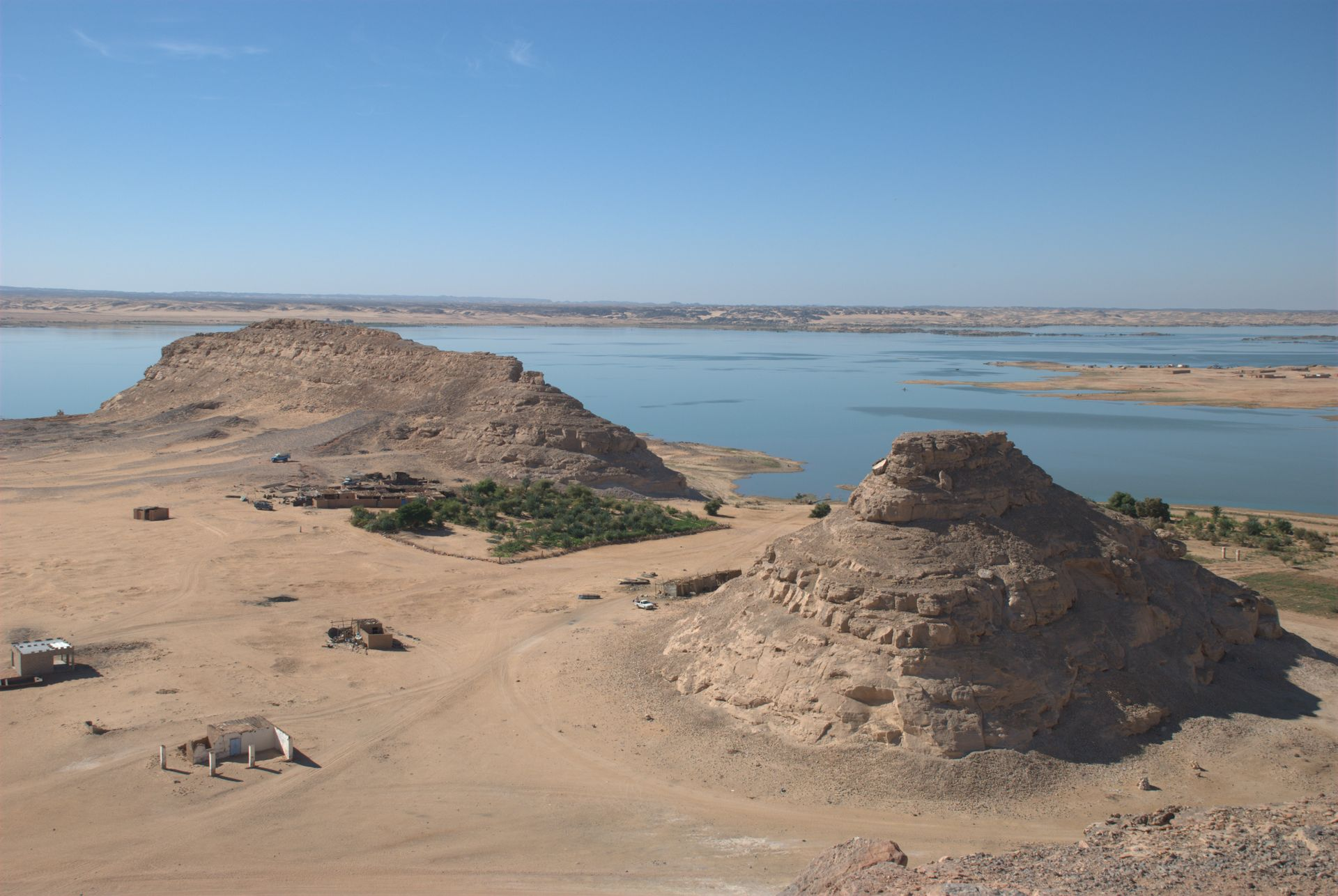
بحيرة النوبة قرابة وادي حلفا

وادي حَلْفَا مدينة في أقصى شمال السودان تقع في الولاية الشمالية على بعد 909 كلم من العاصمة الخرطوم شمالا، و345 كيلو متر جنوب مدينة أسوان بمصر، وتعتبر بوابة السودان الشمالية وأولى مدنه المرتبطة بمصر وما بعدها شمالاً منذ قرون طويلة، وفي سنة 2014م افتتح معبر قسطل الرابط بين حلفا وأسوان برا للمرة الأولى في عصر الجمهورية.
قامت حلفا في منطقة حضارات قديمة في مقدمتها الحضارة النوبية فالرومانية والمسيحية والإسلامية وتأثرت ببناء السد العالي في منتصف القرن الماضي في مصر حيث غمرتها مياه بحيرته وهُجّر سكانها إلى شرق السودان، قبل أن يُعاد إحياؤها مجدداً وتطويرها على ضفاف بحيرة السد المعروفة باسم بحيرة النوبة (بحيرة ناصر في مصر).

## سبب التسمية
تذكر بعض الروايات أن الاسم حَلْفَا مشتق من موقعها على واد تكثر فيه نبات الحلفاء، إلا أن هناك من يرى بأن كلمة وادي هي تحريف للفظ «آد» النوبية وتعني البحر أي النهر وكانت حلفا تسمى آد حلفا، ثُمّ حُرّف الاسم فأصبح «وادي حلفا».،
وتُعرف المدينة أيضاً باسم حلفا القديمة، لتمييزها عن حلفا الجديدة الواقعة في منطقة خشم القربة بشرق السودان، كما يطلق عليها اختصاراً حلفا.

## الموقع
تقع حلفا عند تقاطع دائرة العرض 21,55 شمال خط الطول 31,19 على الضفة الشرقية للنيل وتمتد حدودها الإدارية جنوبا حتى قرى دال وسركمتو في أقصى شمال السكوت بالسودان.

## أنظر ايضا
*حلفا الجديدة

## التاريخ

وادي حلفا عندما زارها الخديوي توفيق باشا في سنة 1891 م

حلفا من المدن التاريخية التي يعود عهدها إلى الحضارة النوبية القديمة، وكانت تعج بالاثار النوبية والفرعونية والمسيحية. نشأت في البداية بين الشلالين الأول والثاني في موقع بوهين القديمة عاصمة الأسرة النوبية الثانية، على الضفة الشرقية لنهر النيل. وكانت تعرف بالتوفيقية نسبة إلى الخديوي توفيق باشا.

### الثورة المهدية
في سنة 1885 اشتبك الجنرال البريطاني جرانفيل باشا مع جيش المهدي في معركة توشكي وتوقف زحف قوات المهدية نحو مصر. ترك الخليفة عبد الله التعايشي كلاً من حلفا وسواكن في يد الإنجليز ولم يبسط سيطرته عليهما، بل أن قواته لم تمر عبر حلفا عندما كانت في طريقها إلى مصر، بل التفت حولها وسلكت طريق الصحراء. شكلت المدينتين نقطة انطلاق للقوات البريطانية المصرية ضد جيوش المهدية. وقد أشار المؤرخ اللبناني نعوم شقير الذي رافق حملة محمد علي باشا على السودان سنة 1821، إلى معسكر أقيم للجيش المصري إبان الثورة المهدية لحماية الحدود خارج المدينة وضم مستشفي وسجناً عسكرياً ومسبكاً لصهر الحديد ومنزل الحاكم.

### إتفاقية الحكم الثنائي

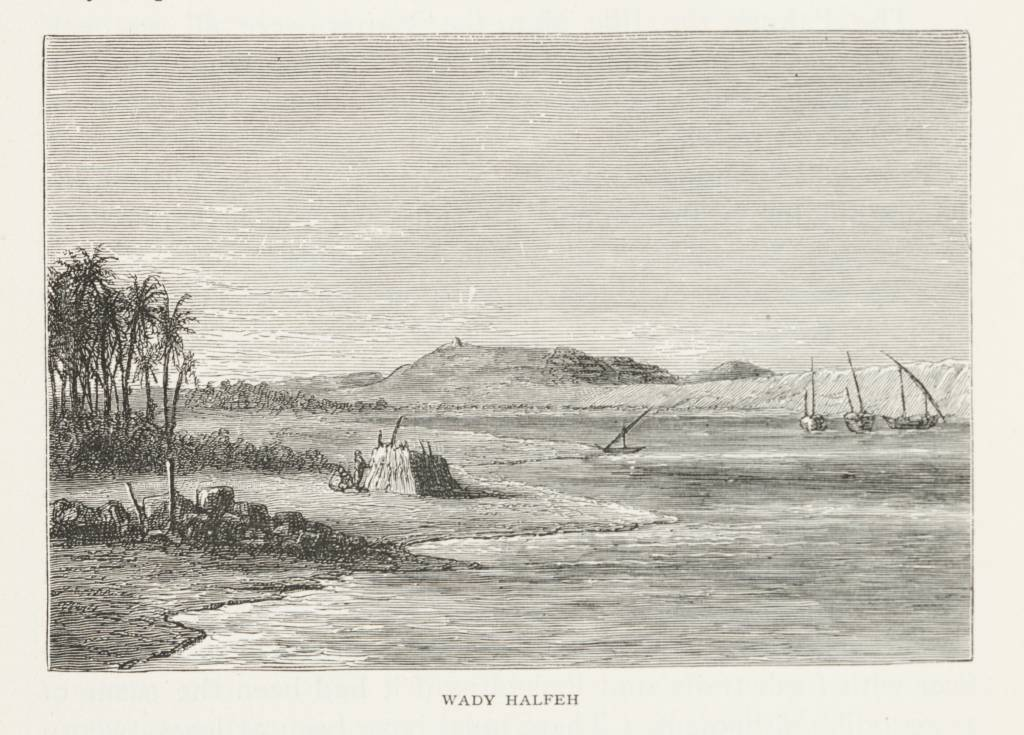
وداي حلفا في سنة 1890

عُدّلت الحدود السودانية المصرية بموجب اتفاقية الحكم الثنائي التي نصّت في مادتها الأولى علي أن «لفظ السودان يطلق علي جميع الأراضي الواقعة جنوب خط عرض 22 درجة شمالا»، وهذا يعني أن الحدود أصبحت تقع عند نقطة جبل الصحابة على بعد 5 كيلومتر شمال حلفا، وبذلك دخلت حلفا ضمن حدود السودان.
في مارس / آذار 1899 م، تم باتفاق بين إدارة شرطة حلفا وممثل مصلحة الأراضي المصرية وموافقة ناظر (وزير) الداخلية المصري، إضافة قطاع يمتد شمالًا داخل الحدود المصرية حتى نقطة فرص شمال خط عرض 22 درجة ووضعت علامتي حدود عليه يحمل وجهيهما الجنوبي اسم السودان والشمالي اسم مصر. وضم القطاع عدة قرى من بينها النصف الشمالي لقرية أرقين وأشكيت ودبيرة وسرة شرق وسرة غرب وفرص شرق وفرص غرب، إلا أن القطاع أصبح ضمن المسطح المائي لبحيرة النوبة بعد أن غمرته مياه السد العالي.
في عام 1900 م، بنى الإنجليز مقراً لقواتهم على بعد 5 كيلومتر من المدينة، وشيدوا إلى جواره محطة للسكة الحديدية وحيّاً سكنياً لموظفيهم وفي عام 1907 م، بلغ عدد سكان حلفا 3 آلاف نسمة. وأصبحت حلفا المقر الرئيسي للبريطانيين في المنطقة. وشهدت زيارات لشخصيات قيادية بارزة من بينها الخديوي توفيق في عام 1891 م، والملك جورج السادس ملك بريطانيا، وقادة الاحتلال الإنجليزى مثل غوردون وكتشنر وغيرهم.

### الحرب العالمية الثانية
إتخذ الحلفاء حلفا قاعدة لاتصالات قواتهم في شرق أفريقيا.

## إنشاء السد العالي

مسجد وادي حلفا وقد غمرته المياه

في 8 نوفمبر 1959 م وقعت حكومتي السودان ومصر على اتفاقية مياه النيل بهدف التحكم على انسياب مياه نهر النيل والاستفادة القصوى منها. وخلافاً لحصة المياه التي حصلت عليها مصر بمقتضى الاتفاقية (55,5 مليار متر مكعب مقابل 18,5 مليار متر مكعب للسودان) فقد أتاحت الاتفاقية لمصر فرصة بناء سد ضخم عند أسوان لتحقيق تلك الأهداف، ونتج عن بناء السد تكوّن أكبر بحيرة صناعية في العالم خلفه تمتد مساحتها إلى داخل حدود السودان بمسافة تقدر بحوالي ستمائة كيلو متر (ما يعادل 28% من مساحتها الإجمالية تقريباً) لتغمر المياه بلدة وادي حلفا وما جاورها من قرى ومناطق زراعية وآثار قديمة.

## بحيرة النوبة

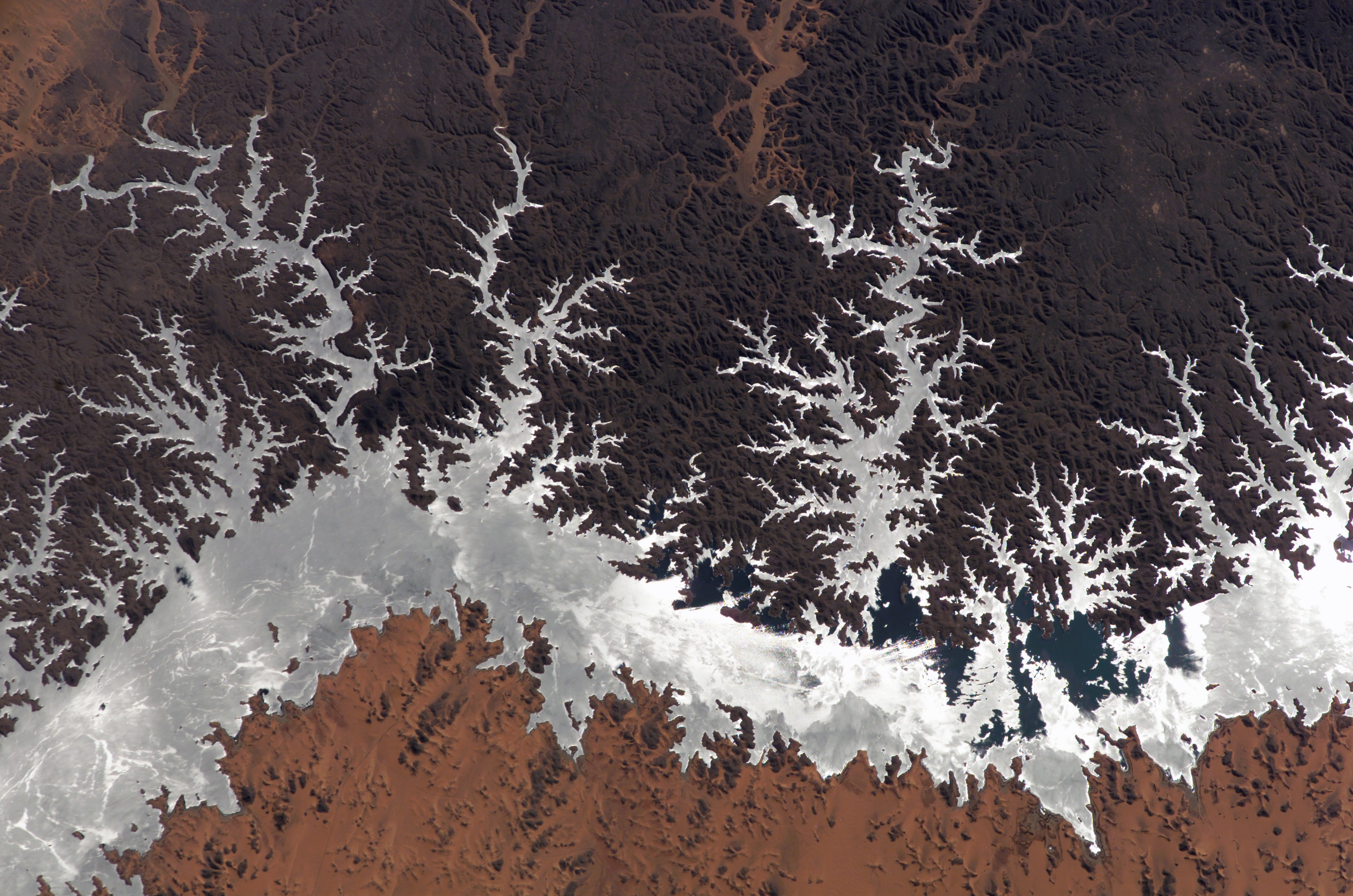
بحيرة النوبة

يبلغ طول البحيرة 600 كيلو متر ومتوسط إتساعها أمام مدينة حلفا نحو إثنتي عشرة كيلومتر، تضيق تدريجياً كلما إتجه المرء شمالاً ليصل إتساعها في بعض المناطق حوالي ثلاث كيلومترات داخل الحدود المصرية مما يؤدي إلى ارتداد تيار المياه من كلا الجانبين نحو الجنوب، فيزيد من معدلات الإرساب.
يطلق عليها في مصر بحيرة ناصر تيّمناً بالرئيس المصري جمال عبد الناصر الذي بُني السد في عهده.

## تهجير السكان
اتفقت الحكومتين المصرية والسودانية على تهجير سكان المناطق المغمورة بالمياه إلى مجمعات استيطانية جديدة. ووقع الاختيار على سهول كوم أمبو بمحافظة أسوان لتكون مقراً جديداً لسكان 44 قرية نوبية في مصر، بينما اختيرت منطقة خشم القربة في شرق السودان المطلة على نهر عطبرة لبناء حوالي 25 قرية جديدة تحمل أرقاماً بدل الأسماء (القرية 1، القرية 2، القرية 6 وهكذا) لاستيعاب سكان المنطقة الواقعة بين قرية فرس في أقصى شمال وادي حلفا على الحدود المصرية وقرية الدكة في الجنوب، وإنشاء مدينة جديدة باسم حلفا الجديدة. كما تم تشييد سد في خشم القربة لريّ الأراضي الزراعية التي وزعت على السكان الجدد عوضاً على ما فقدوه من أراض وبساتين نخيل.
بدأت عملية تهجير سكان المناطق المغمورة بالمياه في أكتوبر / تشرين الأول 1963 وانتهت في يونيو / حزيران 1964 م.

## ظهور حلفا وإعادة التوطين

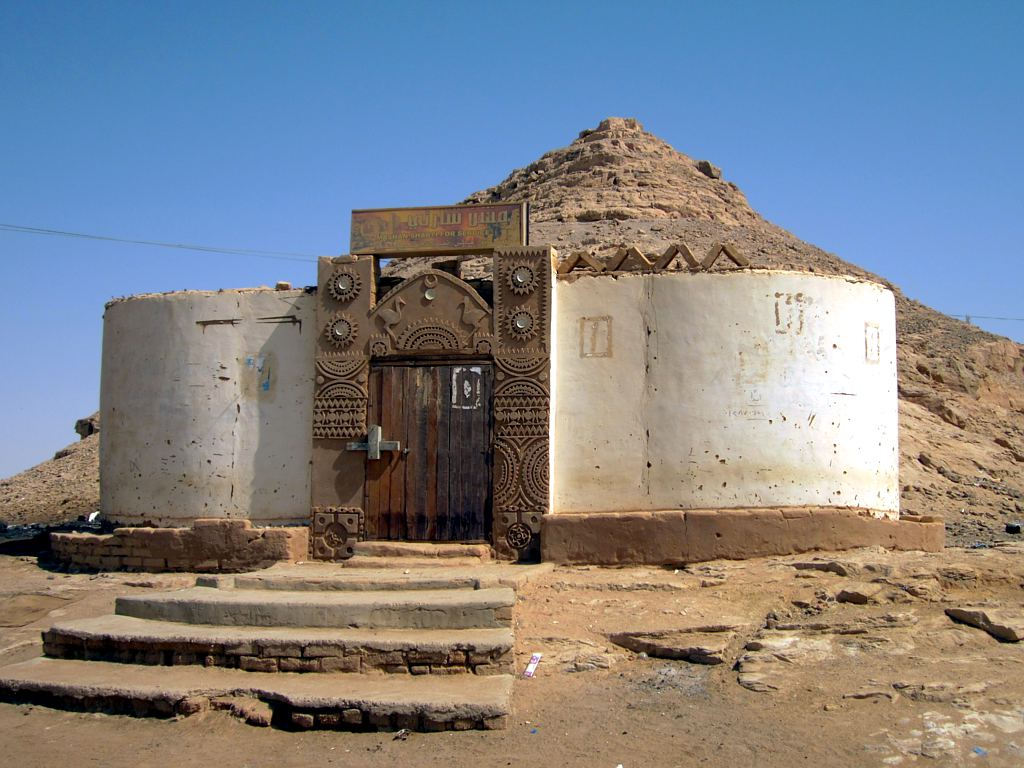
دار تقليدية.

بعد امتلاء البحيرة في سبعينيات القرن الماضي ظهرت نواة مدينة أخذت في التطور تدريجياً على بعد 100 متر من ضفة البحيرة. وفي مطلع الثمانينيات استعادت حلفا بعض أهميتها كميناء نهري بفضل تحسن التجارة بين مصر والسودان وبُني مصنعاً للثلج ومخازن تبريد للأسماك بمساعدة صينية وتم شراء حوالي 35 قارب صيد حمولة 2 طن، وبلغ متوسط الإنتاج السنوي في عام 1979 حوالي 500 طن.
شهد النشاط التجاري تدهورا في الفترة ما بعد 1989 بسبب توتر العلاقات بين مصر والسودان ولكنه سرعان ما بدأ في التحسن منذ 1999 بسبب الطفرة النفطية في السودان والسياسة الاقتصادية الليبرالية في سنة 2005 وتحسن العلاقات المصرية السودانية مما أدى إلى تطور المدينة.

## السياحة

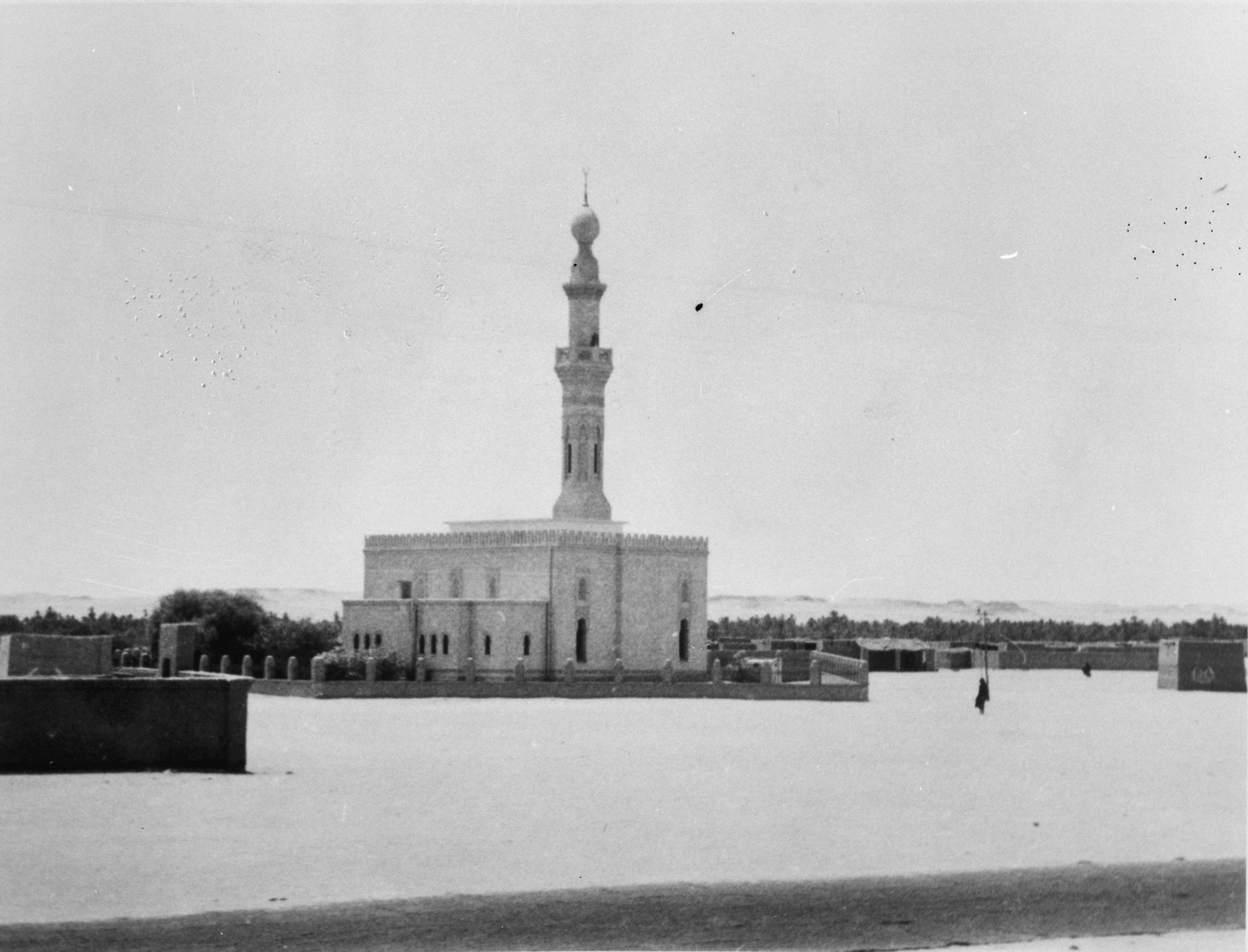
مسجد الحسين في وادي حلفا

توجد عدة مواقع ومعالم سياحية أهمها:
- مواقع أثرية في جزيرة صاي
- بحيرة النوبة
- حمامات عكاشة
- واحة سليم
- قرية وادي حلفا السياحية
- آثار بوهين

## آثار المدينة

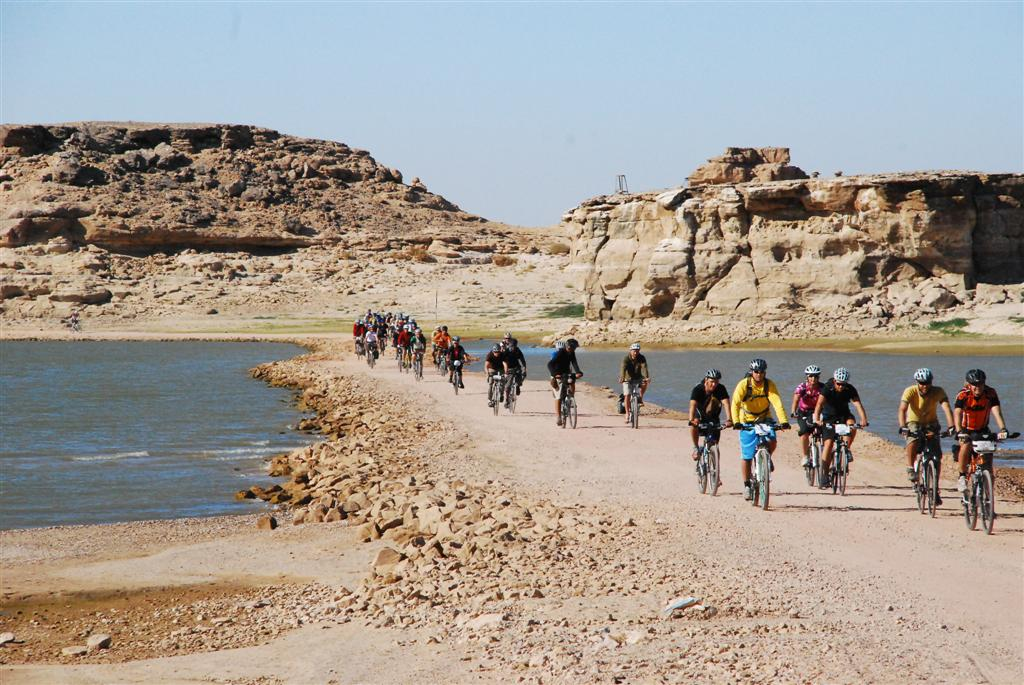
مجموعة من السياح على دراجاتهم في وادي حلفا، 2010

قامت المدينة في منطقة تحتوي على العديد الآثار النوبية وأبرزها هي آثار معابد بوهين وسمنة شرق وسمنة غرب وكاتدرائية فرس وقد نُقلت إلى المتحف القومي في الخرطوم.

## الإدارة
حلفا محلية تابعة للولاية الشمالية في السودان، وتتكون من وحدتين إداريتين هما:
1. وحدة حلفا الإدارية، وتشمل مناطق أرض الحجر.
2. وحدة عبري الإدارية.

## التمثيل القنصلي الأجنبي
توجد في وادي حلفا قنصلية عامة مصرية.

## الطوبغرافيا
تقع حلفا علي الضفة الشرقية للبحيرة، على سهل مستوي السطح مع ارتفاع طفيف في أطرافه الشمالية، وينحدر السهل بمجمله نحو البحيرة. وتحيط بالسهل من الناحية الشرقية سلسلة من التلال تمتد من الشمال نحو الجنوب بمسافة عرضها 4 أميال من البحيرة التي تقع غرب السهل. وتضيق المسافة الفاصلة بين التلال والنهر جنوباً حتى تصل إلى ميل واحد فقط. وتغطي السهل طبقة من التربة الغرينية في المنطقة القريبة من المسطح المائي تتخللها تربة رملية ناعمة في المنطقة البعيدة عن البحيرة.

## المناخ
| البيانات المناخية لـوادي حلفا | البيانات المناخية لـوادي حلفا | البيانات المناخية لـوادي حلفا | البيانات المناخية لـوادي حلفا | البيانات المناخية لـوادي حلفا | البيانات المناخية لـوادي حلفا | البيانات المناخية لـوادي حلفا | البيانات المناخية لـوادي حلفا | البيانات المناخية لـوادي حلفا | البيانات المناخية لـوادي حلفا | البيانات المناخية لـوادي حلفا | البيانات المناخية لـوادي حلفا | البيانات المناخية لـوادي حلفا | البيانات المناخية لـوادي حلفا |
| الشهر                         | يناير                         | فبراير                        | مارس                          | أبريل                         | مايو                          | يونيو                         | يوليو                         | أغسطس                         | سبتمبر                        | أكتوبر                        | نوفمبر                        | ديسمبر                        | المعدل السنوي                 |
| ----------------------------- | ----------------------------- | ----------------------------- | ----------------------------- | ----------------------------- | ----------------------------- | ----------------------------- | ----------------------------- | ----------------------------- | ----------------------------- | ----------------------------- | ----------------------------- | ----------------------------- | ----------------------------- |
| متوسط درجة الحرارة الكبرى °ف  | 75                            | 79                            | 88                            | 97                            | 104                           | 106                           | 106                           | 104                           | 100                           | 97                            | 86                            | 77                            | 93                            |
| متوسط درجة الحرارة الصغرى °ف  | 45                            | 46                            | 54                            | 61                            | 70                            | 73                            | 73                            | 73                            | 72                            | 66                            | 57                            | 48                            | 62                            |
| الهطول إنش                    | 0                             | 0                             | 0                             | 0                             | 0                             | 0                             | 0                             | 0                             | 0                             | 0                             | 0                             | 0                             | 0                             |
| متوسط درجة الحرارة الكبرى °م  | 23                            | 26                            | 31                            | 36                            | 40                            | 41                            | 41                            | 40                            | 38                            | 36                            | 30                            | 25                            | 34                            |
| متوسط درجة الحرارة الصغرى °م  | 7                             | 8                             | 12                            | 16                            | 21                            | 23                            | 23                            | 23                            | 22                            | 19                            | 14                            | 9                             | 16                            |
| الهطول مم                     | 0                             | 0                             | 0                             | 0                             | 0                             | 0                             | 0                             | 0                             | 0                             | 0                             | 0                             | 0                             | 0                             |
| المصدر: Weatherbase           |                               |                               |                               |                               |                               |                               |                               |                               |                               |                               |                               |                               |                               |

## السكان
جدول يبين التطور الديمغرافي خلال العقود الماضية
| السنة | عدد السكان       |
| ----- | ---------------- |
| 1973  | 5.701            |
| 1983  | 7.973            |
| 2012  | 10.658 (تقديرات) |

تنسب إلى حلفا اللهجة الحلفاوية إحدى لهجات اللغة النوبية ويتحدث بها سكان حلفا الأصليين وما جاورها من مناطق. وتضم المدينة بحكم موقعها كحلقة وصل بين السودان ومصر مختلف الإثنيات والجنسيات السودانية والمصرية والأجنبية.

## التخطيط العمراني والأحياء السكنية

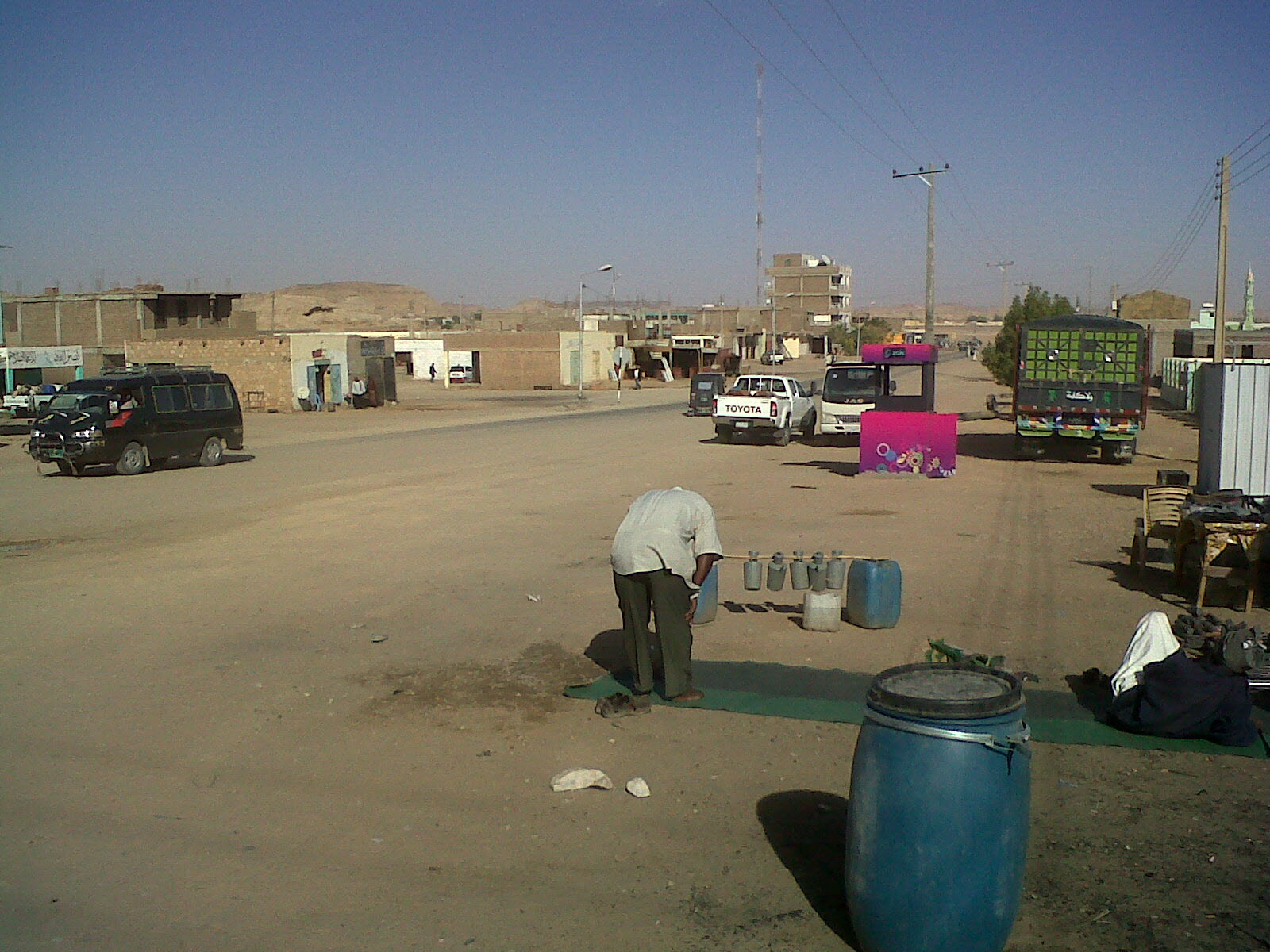
سوق وادي حلفا فبراير 2013

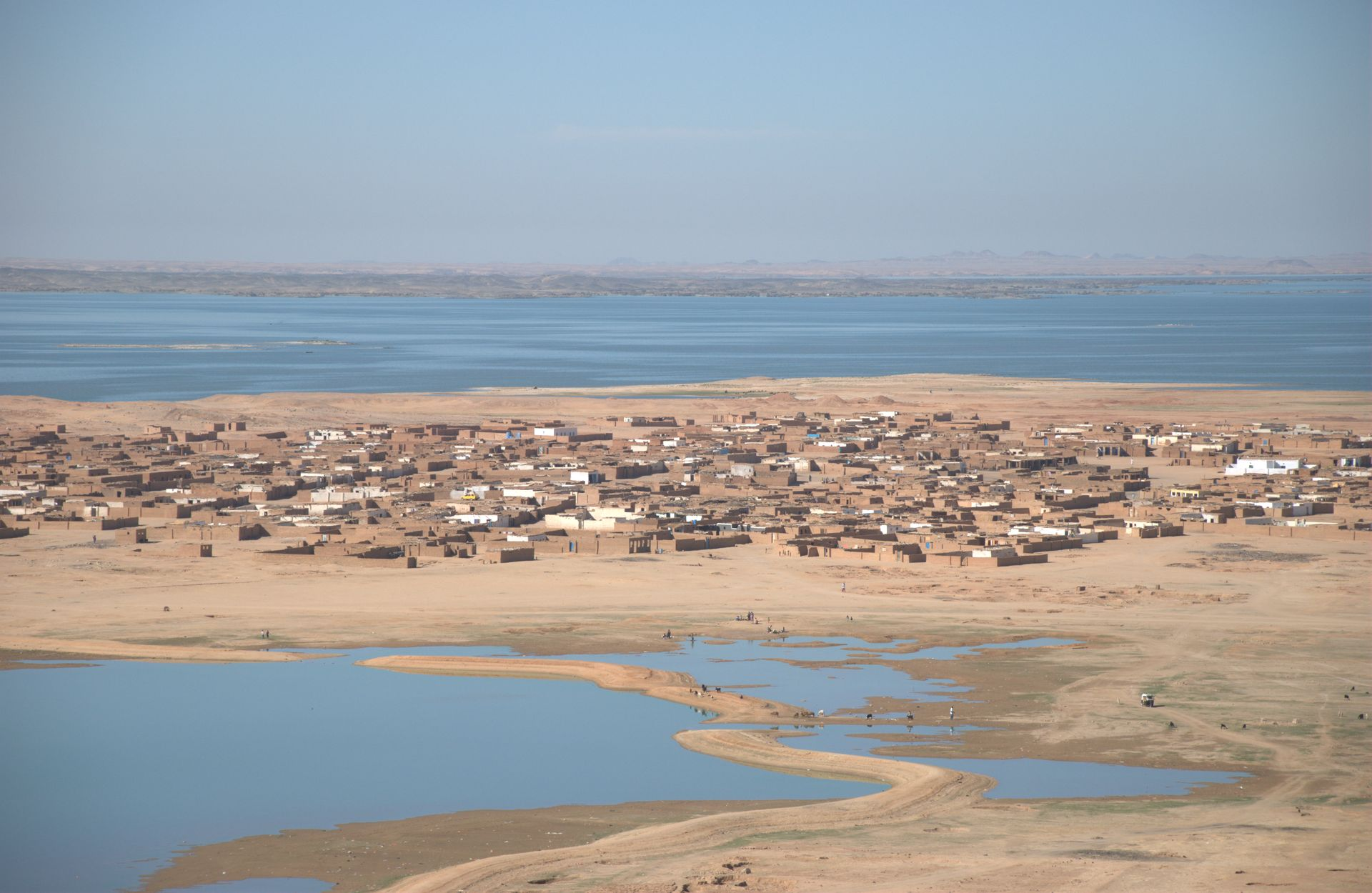
أحد أحياء وادي حلفا

حلت في الآونة الأخيرة مباني الإسمنت المسلح والطوب والقرميد ذات الطابقين محل بيوت الطين في سط المدينة تتخللها طرق معبدة بالإسفلت وتوجد بضعة فنادق بسيطة ومكاتب حكومية، وعلى بعد كيلومترين إلى الشمال الغربي يقع الميناء النهري، كما يقطن في الجزء الجنوب الغربي للمدينة عدد من العمال غير المهرة القادمين من مناطق بعيدة في السودان وجنوب السودان. وفي الشمال الغربي يقع شاطيء البحيرة. ويمتد من المركز التجاري للمدينة طريق طوله 5 كيلومتر ليلتقي بطريق عبري السريع. ويقع في شرق المدينة ميدان لكرة القدم ومنطقة سكنية حافلة بأشجار المانجو والنخيل.
توجد في حلفا بضعة أحياء سكنية يعرف بعضها بالبلك أي المربع، وكل منها يحمل رقماً كلبلك 1 والبلك 2 وهكذا حتى البلك 6، إلى جانب حي جمي.
تعتبر حلفا واحدة من المدن السريعة النمو والتطور في السودان خلال السنوات القليلة الماضية.
من المرافق العامة الأخرى بالمدينة مستشفى حلفا ومكتب الجمارك والهجرة، وسلخانة.

## التعليم
توجد عدة مدارس من مختلف المراحل، وكلية جامعية هي كلية علوم الأرض والتعدين التي تستوعب من الطلاب ما لا يقل عن 500 طالب وطالبة.

## النشاط الاقتصادي

### الصيد النهري
يمارس السكان صيد الأسماك من بحيرة النوبة خاصة في جنوب حلفا (خور موسي باشا شرق وغرب) وشمالها (أرقين غرب وأشكيت) وهناك مصنع لتبريد وتصدير الأسماك إلى الخرطوم وبقية مدن السودان.

## التجارة
حلفا مدينة حدودية وبها كافة ملامح المدن الحدودية حيث تنشط تجارة الحدود وتزايد عدد السكان والزوار من أصول أجنبية.

### الزراعة
تتميز حلفا بخصوبة ترتبتها بفعل ترسيبات الطمي الناجمة عن بناء السد العالي خاصة في منطقة أرض الحجر التي تقع جنوب المدينة وحوض أرقين الزراعي. تروى الحقول من مياه النيل بواسطة طلمبات (مضخات) المياه، أو عن طريق الرّي الفيضي حيث تُزرع الأرض خلال فترة انحسار المياه في الصيف لتغمرها المياه لاحقاً.
تقع معظم الأراضي الزراعية في المناطق التالية:
- وادي دبروسة
- حلفا دغيم
- خور موسى باشا

تتنوع المحاصيل من الفول المصري، والخضروات والقمح إلى الحمضيات والبرسيم والنخيل.

### النقل

#### السكة الحديدية

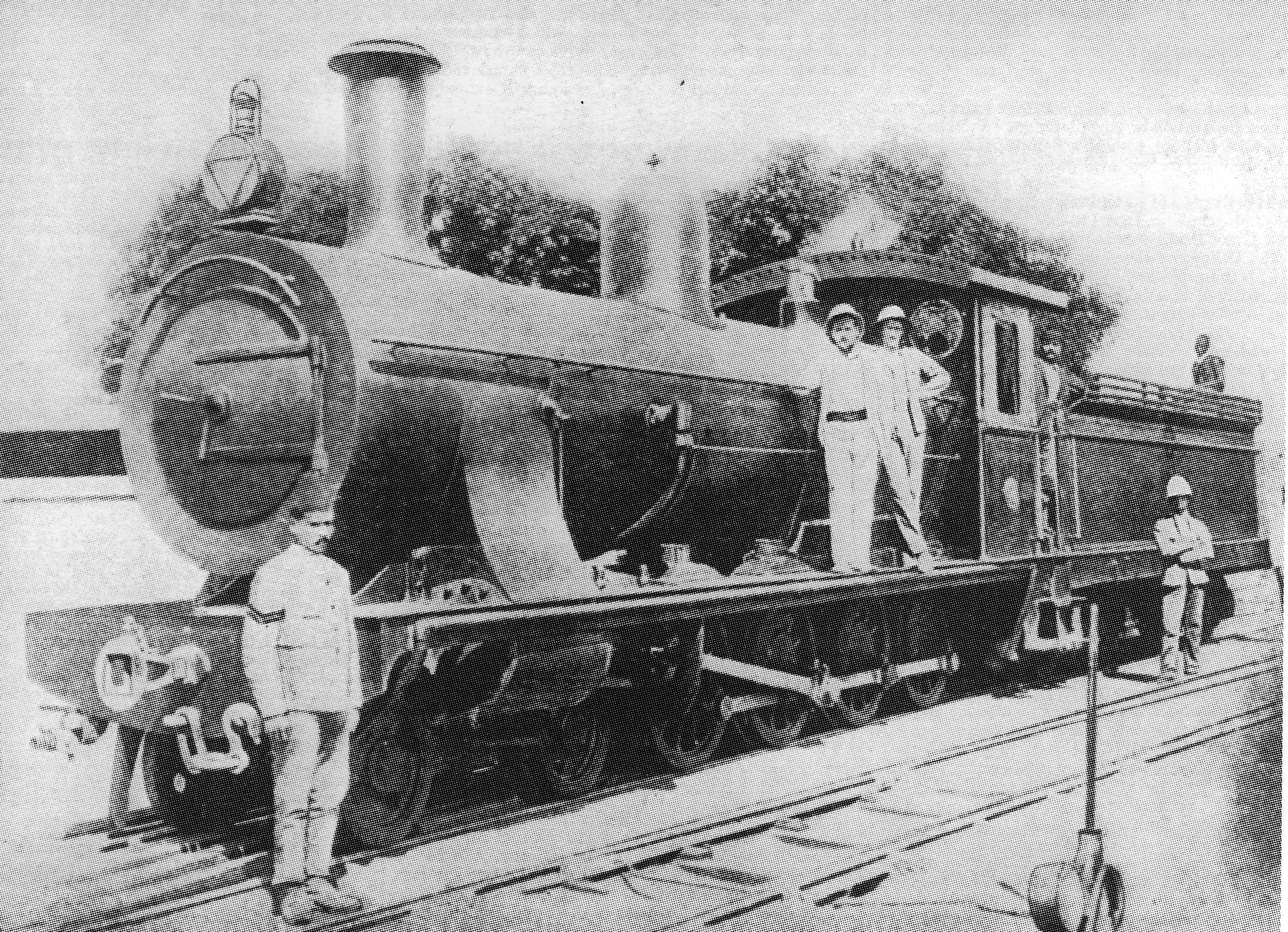
انطلقت سكك حديد السودان من حلفا في سنة1897

بدأ بناء السكة الحديدية في السودان في عهد الخديوي إسماعيل لأسباب إستراتيجية عسكرية واقتصادية، انطلاقاً من حلفا. ويرتبط تاريخ السكك الحديدية في السودان بتاريخ حلفا، حيث امتد منها خط السكة حديد في الفترة من 1897 - 1898، إلى مناطق السودان الأخرى حتى الخرطوم جنوباً، مروراً بأبو حمد وعطبرة التي تعتبر المركز الرئيسي لسكك حديد السودان. ويبلغ طول الخط من حلفا وحتى أبو حمد 350 كيلو متر ومن أبو حمد إلى عطبرة 244 ومن هناك يتفرع الخط إلى خطين أحدهما يتجه إلى بورتسودان الميناء الرئيسي للسودان لمسافة 474 كيلو متر والآخر نحو الخرطوم وطوله 313 كيلومتر.

#### شبكة الطرق البرية
شبكة الطرق الداخلية:

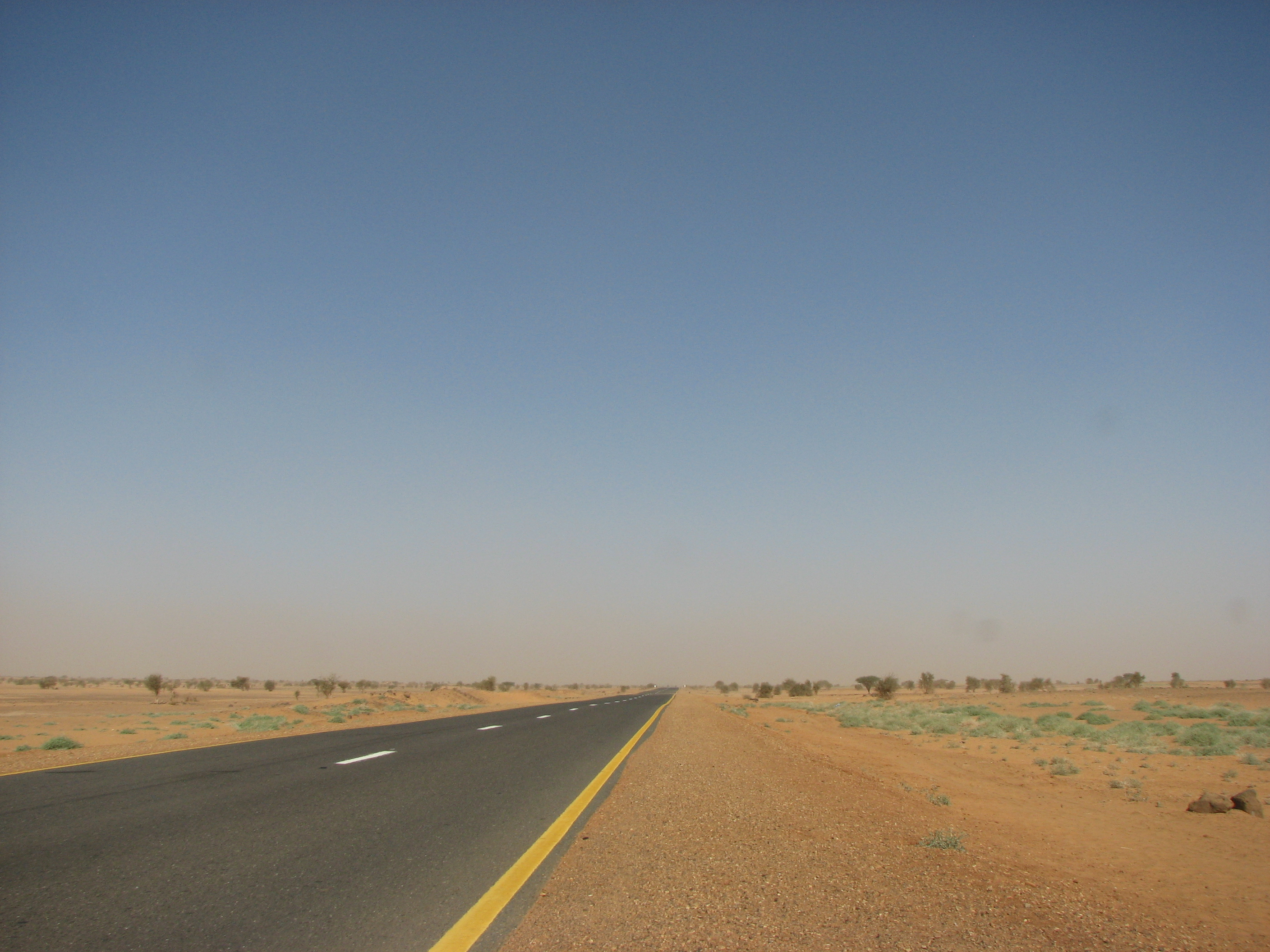
شريان الشمال

تتكون من طريقان دائريان يربطان كل الأحياء بوسط المدينة:
1. الطريق الدائري الشمالي يربط ميناء الشهيد الزبير ومحطة السكك الحديدية والسوق وأحياء جمي والأشغال والسلخانة والبلك 1 ليلتقي بطريق فرعي يؤدي إلى المطار مرورا بأحياء بلك 2 وبلك 5,1.
2. الطريق الدائري الجنوبي يربط السوق بالمستشفى وتقاطع طريق بلك 1 ثم يتجه جنوبا من عند مباني كلية علوم الأرض والتعدين وحي البلك 3 ودغيم جنوب، ليلتقي مع طريق فرعي عند نقطة التفتيش وبداية بلك 4.

شبكة الطرق الخارجية:
1. طريق وادي حلفا-السليم-أم درمان.
2. طريق وادي حلفا، دلقو، السليم، دنقلا، الدبة، أم درمان.
3. طريق وادي حلفا- دلقو- كرمة، كريمة، أبو حمد، عطبرة، الدامر، شندي، الخرطوم بحري.

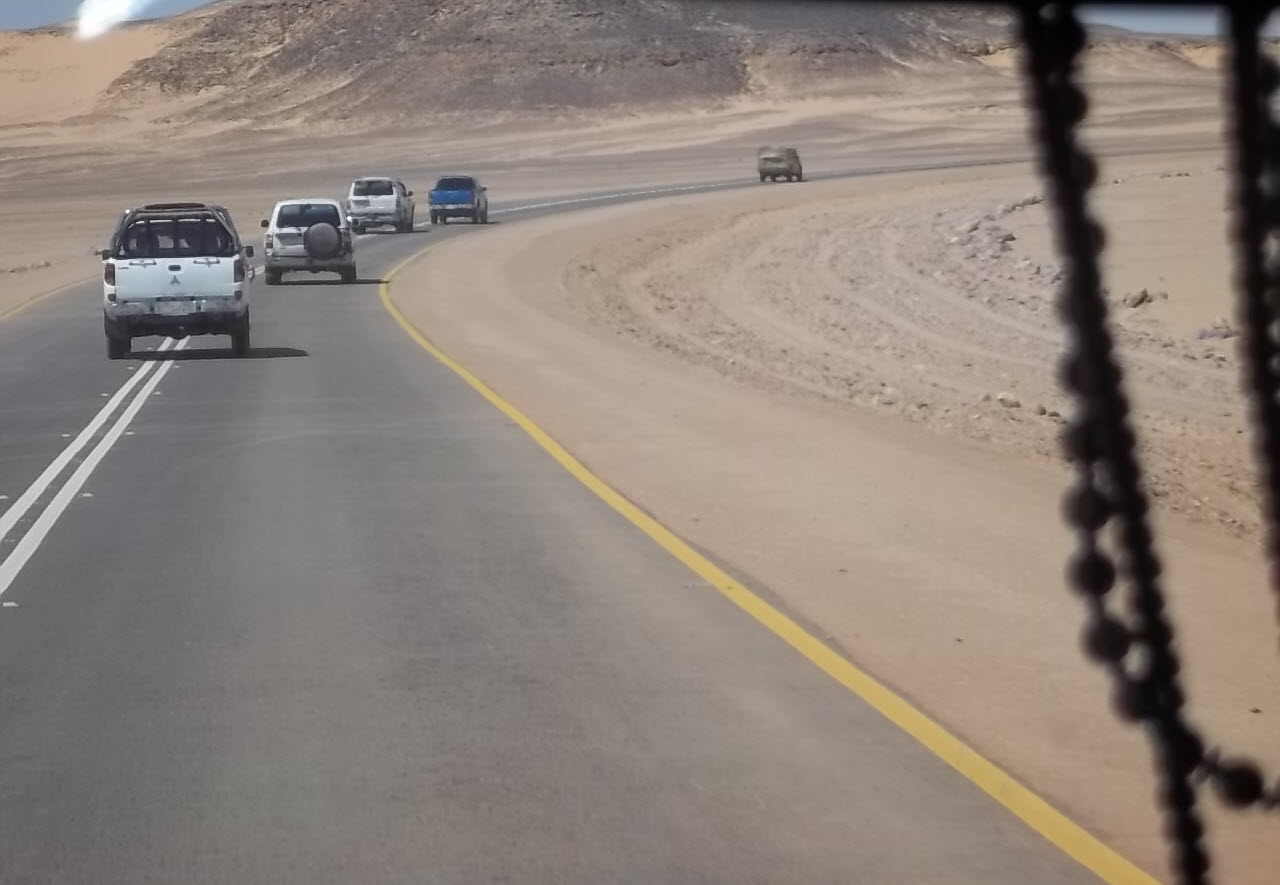
طريق حلفا شكيت

4. طريق وادي حلفا - أشكيت - قسطل.

## النقل النهري

إحدى حافلات خط حلفا-الخرطوم (2005)

هناك باخرة نيلية للركاب بين حلفا وأسوان تقوم كل إسبوع برحلة واحدة ذهاباً وإياباً تستغرق ما بين 17 و24 ساعة. كما توجد باخرة أخرى للبضائع تقوم بالرحلة ذاتها في خلال 2 إلى 3 أيام. وتقلع الباخرتان من أرصفتها بالميناء القريب من محطة الجمارك والهجرة على بعد 5 أميال من وسط المدينة الذي يمكن الوصول إليه بالحافلات أو السيارات أو الدراجات كما يمكن بلوغه سيراً على الأقدام.

## النقل الجوي
يوجد في وادي حلفا مطار يربط المدينة جواً بكل من دنقلا حاضرة الولاية الشمالية، والخرطوم العاصمة القومية. رمز المطار لدى اتحاد النقل الجوي الدولي أياتا هو WHF، ولدى المنظمة الدولية للطيران المدني إيكاو هو HSSW.

## ميناء الشهيد الزبير محمد صالح
حلفا واحدة من ثلاث أكبر موانئ تربط السودان بالخارج، أولهما هو ميناء بورتسودان والثاني هو ميناء حلفا الذي يربط السودان بمصر وما بعدها من مناطق بأوروبا حيث تمر عبره مجموعات السياح بالدراجات والسيارات وأفرادا، وثالثهما هو ميناء كوستي الذي يربط السودان بدولة جنوب السودان.